# Trachelipus azerbaidzhanus
Trachelipus azerbaidzhanus är en kräftdjursart som beskrevs av Helmut Schmalfuss 1986A. Trachelipus azerbaidzhanus ingår i släktet Trachelipus och familjen Trachelipodidae. Inga underarter finns listade i Catalogue of Life.